# Air Merbau
Air Merbau is een bestuurslaag in het regentschap Belitung van de provincie Bangka-Belitung, Indonesië. Air Merbau telt 8960 inwoners (volkstelling 2010).